# Comitet pentru situații de urgență
Comitet  pentru situații de urgenta sau comitete pentru situații de urgenta sunt organisme și structuri abilitate in managementul situațiilor de urgența, care, potrivit legii, se constituie pe niveluri sau domenii de competența si fac parte din Sistemul Național de Management al Situațiilor de Urgența, denumit in continuare Sistem Național.  

## Clasificare și tipuri
- Comitetul National pentru Situații de Urgența(C.N.S.U.), denumit in continuare Comitet Național;
- comitetele pentru situații de urgenta, constituite la ministere si la alte instituții publice centrale, denumite in continuare comitete ministeriale;
- Comitetul Municipiului București pentru Situații de Urgenta, denumit in continuare Comitetul Municipiului București;
- comitetele județene pentru situații de urgenta(C.J.S.U.), denumite in continuare comitete județene;
- comitetele locale pentru situații de urgenta(C.L.S.U.), la nivelul sectoarelor municipiului București, municipiilor, orașelor si al comunelor, denumite in continuare comitete locale[1].

## Despre comitete
Comitetele pentru situații de urgenta sunt organisme interinstituționale de sprijin al managementului situațiilor de urgenta.
Comitetul ministerial se constituie prin ordin al ministrului, respectiv al conducătorului instituției publice centrale.
Comitetul Municipiului București si comitetul județean se constituie prin ordin al prefectului.
Comitetul local se constituie prin  dispoziție a primarului, cu avizul prefectului.

## Structuri organizatorice si funcționare acestora
Compunerea comitetele pentru situații de urgență
Comitetele pentru situații de urgență au în componență un președinte, un vicepreședinte, membri și consultanți.
Președintele comitetului pentru situații de urgență este ministrul, conducătorul instituției publice centrale, prefectul sau primarul, după caz.
Vicepreședintele comitetului pentru situații de urgență este, de regulă, un secretar de stat, un adjunct al conducătorului instituției publice centrale, președintele consiliului județean, primarul general sau un viceprimar, după caz.
Membrii comitetului pentru situații de urgență
- comitetul ministerial: persoane cu funcții de conducere din aparatul propriu și din unele instituții și unități aflate în subordinea ministerului sau instituției publice centrale ori sub autoritatea acestora;
- Comitetul Municipiului București: viceprimarii de sectoare, șefii de servicii publice deconcentrate, descentralizate și de gospodărire comunală, conducători ai unor instituții, regii autonome și societăți comerciale, ai agenților economici care, prin specificul activităților desfășurate, constituie factori de risc potențial generatori de situații de urgență;
- comitetul județean: șefii de servicii deconcentrate, descentralizate și de gospodărire comunală, conducători ai unor instituții, regii autonome și societăți comerciale, ai agenților economici care, prin specificul activităților desfășurate, constituie factori de risc potențial generatori de situații de urgență;
- comitetul local: secretarul comunei, orașului, municipiului ori ai sectoarelor municipiului București, după caz, și reprezentanți ai serviciilor publice și ai principalelor instituții și agenți economici din unitatea administrativ-teritorială respectivă, precum și manageri sau conducători ai agenților economici, filialelor, sucursalelor ori punctelor de lucru locale care, prin specificul activității, constituie factori generatori de situații de urgență.

Consultanți în comitetele pentru situații de urgență
- experți și specialiști din aparatul propriu al autorităților administrației publice, care constituie comitetele, sau din instituții și unități în subordine;

- reprezentanți ai altor ministere, instituții și servicii publice cu atribuții în domeniu, manageri ai societăților comerciale și regiilor autonome care desfășoară activități în domeniul de competență respectiv, cooptați în comitetele ministeriale la solicitarea președinților comitetelor respective[1].